# Burggraafschap Brussel
De burggraven van Brussel (Latijn: castellanus, Frans: châtelain) waren geen simpele kasteelheren, maar behoorden tot de machtige vazallen van de hertogen van Brabant. Ze waren baanderheer en zetelden in de Staten van Brabant. Hun kasteel is tegenwoordig verdwenen en moet gesitueerd worden onder de huidige tuinen en een deel van het Koninklijk Paleis.

## Geschiedenis
Het burggraafschap Brussel gaat terug tot het ontstaan van de stad. Aangenomen wordt dat een landsheerlijke familie genaamd Anderlecht/Brussel/Van der Aa begin elfde eeuw een mottekasteel bij de Coudenberg bouwde. Het lag vlak naast het kasteel van de latere hertogen van Brabant, al blijft de onderlinge chronologie voorwerp van discussie. Het toponiem Borgendaal wijst er wellicht op dat de twee kastelen gescheiden waren door een depressie.
De burggraven waren ministerialen van de graven van Leuven, een erfelijk ambt. De goede verstandhouding tussen de burggraven en hun meesters was ongetwijfeld een factor in de naadloze manier waarop deze laatsten zich in het Brusselse konden inplanten. De burggraven begunstigden samen met de hertogen religieuze stichtingen (bv. de grondschenking van Franco I voor het oprichten van de abdij van Vorst). Het uitgestrekte bezit van de burggraven was geconcentreerd rond het Zoniënwoud, met een tweede cluster verderop (Arquennes, Seneffe, Erquelinnes, Pont-à-Celles en Mellet).
De functie van de burggraven was zowel militair als jurisdictioneel en politioneel. In opdracht van de hertog voerden ze de troepen van de ammanie Brussel aan bij oorlog en lieten ze de stedelijke stormklok luiden. De vierschaar in het stadhuis sprak recht namens hertog en burggraaf. De laatste had een eigen cijnshof dat gewoonlijk in Boondaal bijeenkwam. Naast hun kasteel bezaten de burggraven veel vastgoed in de stad. In de Sint-Michielskerk sponsorden ze het 'koor van Leefdaal' met een Sint-Pietersaltaar (dit in 1223 vermelde geschenk ruimde later plaats voor de Sacramentskapel).
In de 13e eeuw taande de macht van de burggraven en trad de amman steeds meer op het voorplan. Of dit verband hield met de erfelijkheid en vervreemdbaarheid van het burggraafschap, is niet zeker. Leo I verkocht in elk geval vele landgoederen en Rogier van Leefdaal vercijnsde in 1331 de vervallen oudenborch aan het Sint-Jacobsklooster-op-de-Coudenberg (Gillis Vandendoert). Toch behielden de burggraven belangrijke privileges. Ze hieven tol op bier, brood en vlees, gedeeltelijk afgekocht in 1623. Rond die tijd kwam het burggraafschap in handen van de familie Varick, graven van Sart. Hun laatste afstammeling kwam op 13 december 1774 overeen met de stad om zijn burggrafelijke rechten af te staan tegen vergoeding. Tegen die tijd ging het voornamelijk nog om het feodale relict Borgendaal, een enclave van een dertigtal huizen waar de economische reglementering niet van toepassing was (geen belastingen, beroepsuitoefening zonder lidmaatschap van een ambacht). Ze was uitgegroeid tot een toevluchtsoord voor banqueroutiers en deserteurs. De regering bekrachtigde de overeenkomst en stelde zo op 8 juni 1776 een einde aan het burggraafschap.

## Burggraven
Als mogelijke stichter van het burggraafschap wordt Steppo de Brosele aangeduid, een heer die in oorkonden van 1078 en 1088 optreedt in eminent gezelschap. De vermelding castellanus dominus Franco (1095) is het oudste spoor dat met zekerheid over het Brusselse burggraafschap handelt. Hieronder volgt een chronologische lijst van de burggraven:
- Franco I van Brussel, fl. 1095-1135 (gehuwd met Gilla en uiterlijk in 1138 overleden)
- Franco II van Brussel, eerste vermelding als burggraaf en seneschalk in 1138[1]
- Franco III van Brussel, eerste vermelding in 1152 (met de kwalificatie "parvulus" en nog onder voogdij)
- Godfried van Brussel, fl. 1186-1215 (stichter van de abdij van Aywières)
- Leo I van Brussel, fl. 1215-1235
- Leo II van Brussel, fl. 1253, 1269
- Mathilde van Brussel († 1298)
- ∞ Hendrik van Marbais
- Gerard van Marbais, verkocht het burggraafschap rond 1325
- Rogier van Leefdaal (aan wie Jan van Boendale zijn Der leken spieghel opdroeg), verwierf het burggraafschap rond 1325
- Jan I van Leefdaal
- Jan II van Leefdaal
- Isabeau van Leefdaal († 1347)
- ∞ Willem van Petershem
- Jan van Petershem († 1370), verkocht het burggraafschap in 1362
- Jan van Boechout († 3 juli 1391), 1362-1371
- Daniël I van Boechout († 1432?)
- Johanna van Boechout († 1447)
- Conrard van der Meren, 1443-1444 (door aankoop)
- Daniël II van Boechout, 1444-1466 (na proces)
- Robrecht of Everard III van de Mark, 1466-1479 (verwierf het burggraafschap door zijn huwelijk met Margaretha van Boechout)
- Everard IV van de Mark, 1479-
- Daniël van de Mark
- Robrecht III van de Mark, verkocht het burggraafschap in 1537
- Jan Hannaert, verwierf het burggraafschap in 1537
- Karel Hannaert
- Maria Hannaert, 1579-
- ∞ Jacob van Hennin-Liétard (deze jongere broer van Maximiliaan van Hénin-Liétard (1542-1578) zag zijn goederen in 1583 geconfisqueerd op last van de procureur-generaal van Brabant en kocht ze terug in 1606)
- Maximiliaan II van Hennin-Liétard (ca. 1580-1625)
- Nicolaas Damant, 1606-1616 (door aankoop)
- Anna Damant († 1633)
- ∞ Hendrik van Varick
- Nicolaas van Varick, 1628-1656 (verwierf het burggraafschap na de afstand door zijn vader ter gelegenheid van zijn huwelijk met Anne Micault)
- Nicolaas Frederik van Varick
- Filips Frans van Varick (burggraaf ...-1713)
- Filips Adriaan van Varick (burggraaf 1713-1724)
- Filips Rogier Jozef van Varick, -1776 (huwelijk met Maria-Theresia Cobenzl in 1759, stierf zonder afstammelingen in 1784)

## Voetnoten
1. ↑  S. Franconis castellani et dapiferi de Bruxella